# Vole
Vole est une chanson de Céline Dion, composée par Jean-Jacques Goldman, qui rend hommage à sa nièce Karine, morte de la mucoviscidose. Elle est parue sur l'album D'eux en 1995.
Fly, l'adaptation en anglais signée Phil Galdston, est présente sur l'album Falling into You.

« Le lendemain de ma dernière à l'Olympia [septembre 1994], Jean-Jacques Goldman m'a fait parvenir la maquette d'une chanson intitulée Vole […] Vole est un peu la suite de Mélanie qu'Eddy Marnay m'avait écrite quelques années plus tôt ; une chanson que j'adressais à la petite Karine, décédée le printemps précédent. »

— Céline Dion

## Enregistrement
Vole est la dernière chanson que Céline Dion a enregistrée pour l'album D'eux.

## Classement
Dix-huit ans après la sortie de D'eux, sans être éditée en single ni faire l'objet de promotion[réf. nécessaire], la chanson atteint la 67e place des titres les plus vendus en France.
| Classement (2013) | Meilleure position |
| ----------------- | ------------------ |
| France (SNEP),    | 67                 |

## Reprises
La chanson Vole est reprise par Marina Kaye dans son album Explicit en hommage à sa tante.